# 多治見十郎
多治見 十郎（たじみ じゅうろう、1851年 - 没年不詳）は、日本の教育者、英学者、聖職者。聖教社教授、聖教社及び聖教社分校女子校の設立届出人、日本聖公会の伝道師。

## 人物・経歴
岐阜県の士族の家に生まれる。文久元年から慶應3年まで7年間、松苗寛一郎に従い、漢学を修める。
1873年（明治6年）から1875年（明治8年）まで、鳴門塾において、英学及び洋算を修める。鳴門塾は通称であり。1872年（明治5年）に鳴門義民が芝露月町に創設した英学と洋算の塾であり、名称は単に英学所と呼ばれていた。
1875年（明治8年）から1878年（明治11年）まで、米国聖公会のチャニング・ウィリアムズに従い、立教学校（立教大学の前身の一つ）で英学及び洋算を修める。
1875年（明治8年）のクリスマスには、尾崎行雄ら慶應義塾で学ぶ3人を含めた8人の日本人が英国聖公会福音宣布協会（SPG）のアレクサンダー・クロフト・ショーから洗礼を受けたが、この時、多治見も尾崎とともにショーから洗礼を受けた。
1879年（明治12年）6月4日に、SPGのショーとウィリアム・ライトによって、東京・芝栄町12番地に新たに「聖教社」が設立されると、英学を教える。聖教社は、ショーによる聖アンデレ教会の設立と同時に教会の敷地内に設置された英学校である。聖教社の開業願は、多治見十郎から1879年（明治12年）1月に東京府に提出され、開学に至っている。
聖教社は学科は、英学正則、英学変則、数学、漢字、習字とあり、単なる英学塾ではなく、「日本聖公会百年史」に記されているように当初は神学だけの教育機関ではなかった。1883年（明治16年）の「学事年報」によると7年制であったことが分かっている。また、授業料や教授の給料等は、束修50銭、授業料75銭、月俸250銭という内容であり、入学資格は満14歳以上、20歳までであった。
聖教社で多治見十郎が担当した英学は、変則英学（英語）であったと思われ、正則英学（英語）の教師にはショーが筆頭にあげられている。教師にはほかに、漢学の担当として田原秀毅（当時42歳）が在籍した。
英学教則に中には、綴字、習字、会話、読書、文法、史学、地学、理学、植物学、修心学の諸科目があったが、使用されていた教科書は分かっていない。
1880年（明治13年）1月には、隣接地である芝栄町13番地に、「聖教社分校女子校」が創設され、届出人は、同じく多治見十郎であり、英学、数学の教員にはショーの夫人の名前が見られる。聖教社分校女子校では、英学、漢学、数学、習字、裁縫の諸学科を教え、予科3年本科5年であった。満6歳から20歳の女子が学び、当時として高度な普通教育が実施されていたと考えられる。授業料は上等が50銭、中等が30銭、下等が15銭という内容だった。
多治見は、日本聖公会の伝道師としても活動した。
1883年（明治16年）にSPGは、府中、本宿、川越への伝道を行うが、活動は多治見十郎と今井寿道が担った。翌1884年（明治17年）には北多摩地方は今井が属した東京・芝の聖アンデレ教会の伝道地域となり、今井によって定期的な出張が行われるようになった。多治見とともに活動した今井は、後に日本聖公会の中央的な神学校である聖公会神学院の初代校長となり、日本の神学教育史上に不朽の名を止めることとなった。